# Theli (album)
Albums de Therion
Lepaca Kliffoth
(1995) A'arab Zaraq - Lucid Dreaming
(1997)
Theli est le cinquième album du groupe suédois de death metal symphonique Therion, publié le 9 août 1996 par Nuclear Blast.

## Liste des chansons
Toutes les chansons sont écrites et composées par Christoffer Johnsson.
| No  | Titre                     | Durée |
| --- | ------------------------- | ----- |
| 1.  | Preludium                 | 1:43  |
| 2.  | To Mega Therion           | 6:34  |
| 3.  | Cults of the Shadow       | 5:14  |
| 4.  | In the Desert of Set      | 5:29  |
| 5.  | Interludium               | 1:47  |
| 6.  | Nightside of Eden         | 7:31  |
| 7.  | Opus Eclipse              | 3:41  |
| 8.  | Invocation of Naamah      | 5:31  |
| 9.  | The Siren of the Woods    | 9:55  |
| 10. | Grand Finale / Postludium | 4:04  |